# I de saligas land
I de saligas land är en psalm med text från 1977 av Bo Setterlind och musik från 1977 av Egon Zandelin.

## Publicerad i
- Segertoner 1988 som nr 664 under rubriken "Framtiden och Hoppet - Himlen".[1]